# سوني إريكسون W960
سوني إريكسون W960 (بالإنجليزية: Sony Ericsson W960)‏ هو هاتف محمول من سوني موبايل كوميونيكيشنز، تم طرحه في الأسواق في يونيو 2007.

## معرض صور

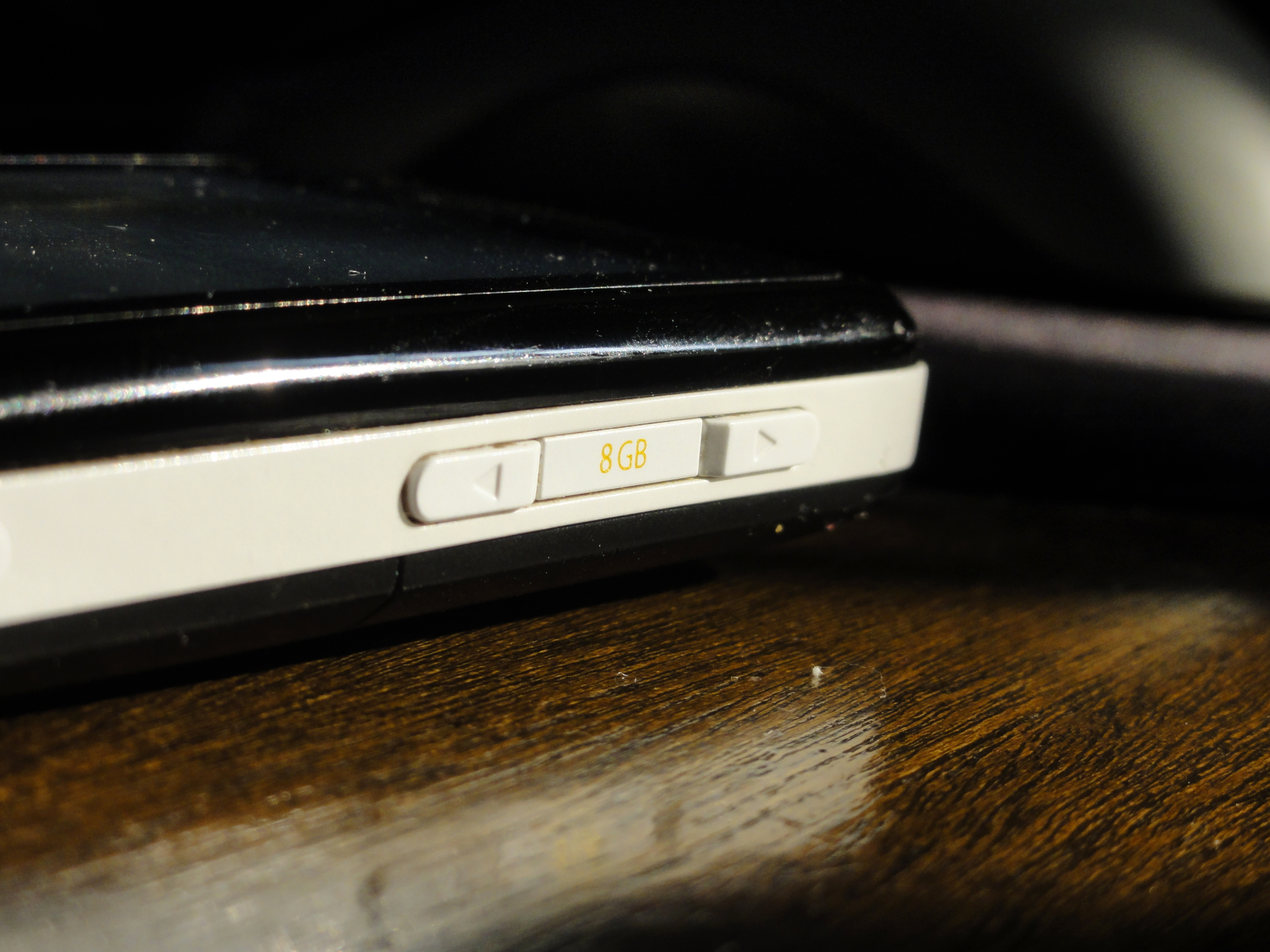
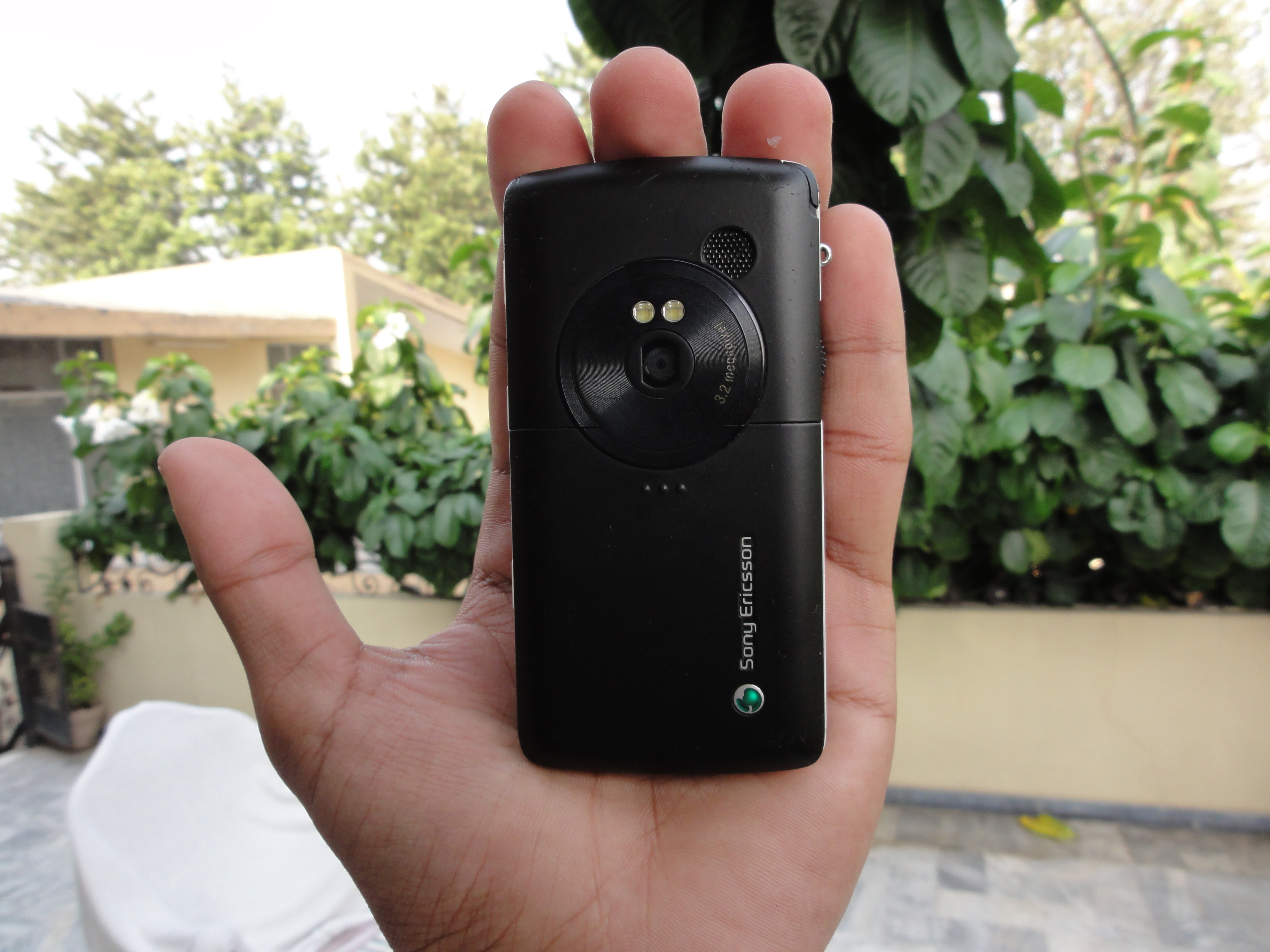
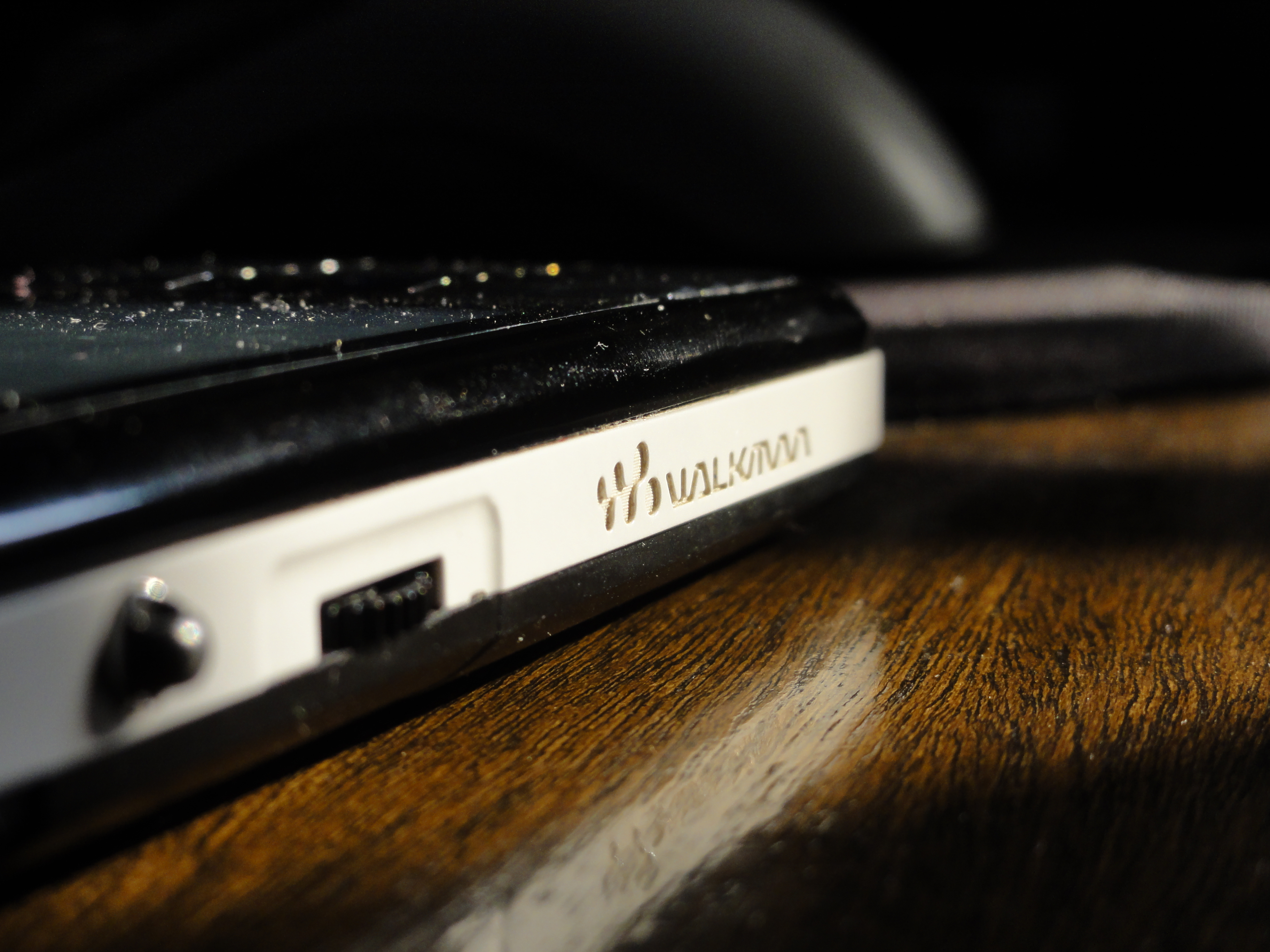
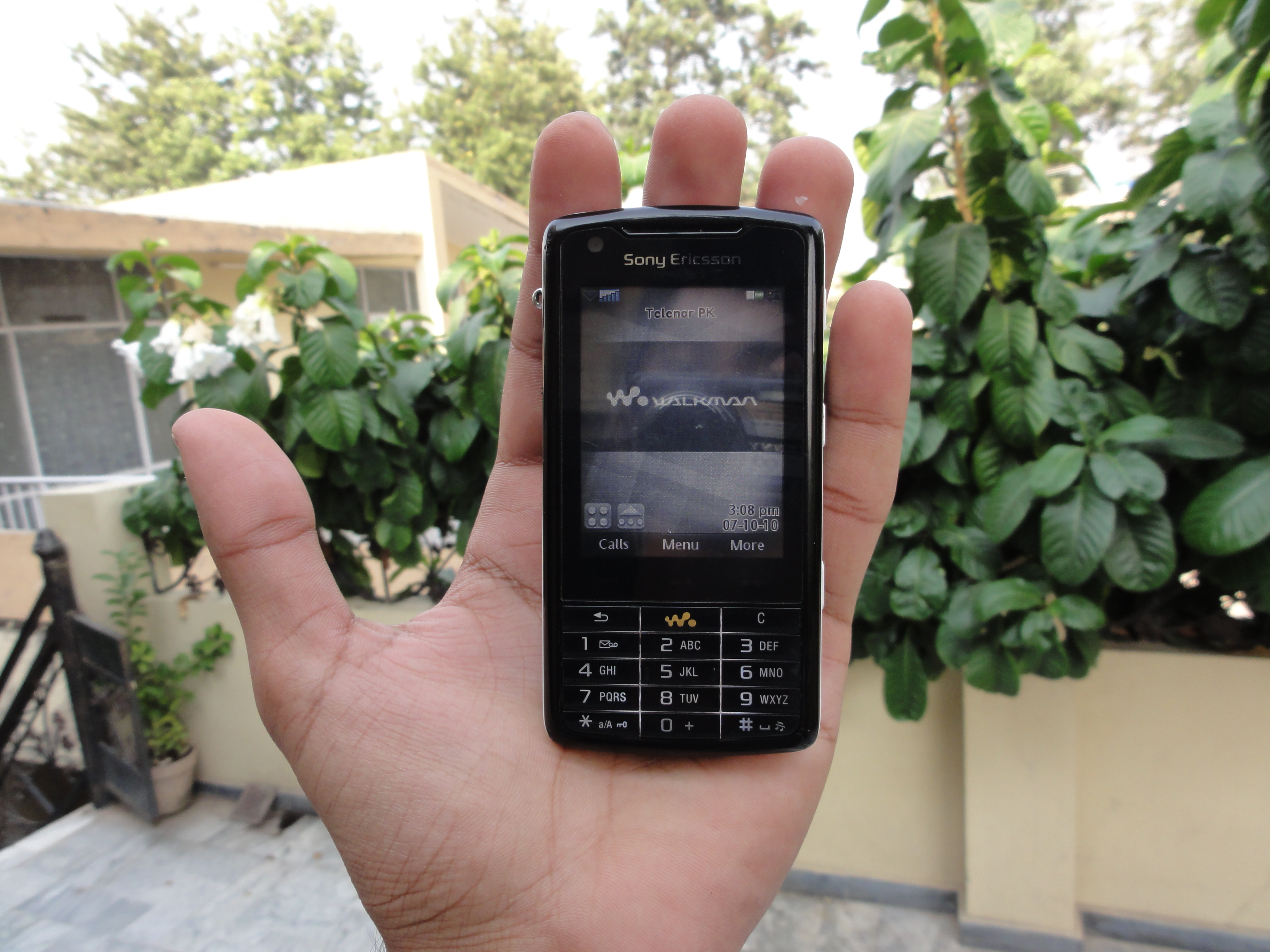

## الخصائص
- الشاشة: شاشة لمس
- الذاكرة: 8 جيجابايت